# Хедус
Хедус (Ета Візничого, η Візничого) — це зоря в північному сузір'ї Візничого. Вона досить яскрава, щоб бути помітною без телескопа: її зоряна величина становить 3.18, що означає, що за ясної ночі її можна легко побачити неозброєним оком. Завдяки вимірюванням паралакса, проведеним місією Гіппаркос, вдалося визначити, що ця зоря розташована приблизно за 243 світлові роки від Сонця (це близько 75 парсеків). Це означає, що світлу потрібно понад два століття, щоб подолати цю відстань і досягти Землі.

## Назва
Ета Візничого (η Aurigae) — це зоря, яку було позначено за системою Байєра, що використовує грецькі літери для позначення зір у сузір'ях. Ця зоря разом із Саклатені (Дзета Візничого, ζ Візничого) символізує одного з двох козенят, яких тримає міфічна Коза — зоря Капелла. Через це вона отримала традиційну латинську назву Хедус 2, що означає «друге козеня» (перше козеня — це Дзета Візничого, яку називали Хедус I).Іноді для позначення цієї зорі використовували назву Махасім (Mahasim), що походить від арабського المِعْصَ al-miʽşam, тобто «зап'ястя». Цю ж назву мала й інша зоря в цьому сузір'ї — Тета Візничого (θ Aurigae). У 2016 році Міжнародний астрономічний союз (IAU) почав впорядковувати традиційні назви зір. У результаті 30 червня 2017 року назву Хедус офіційно закріпили за Етою Візничого, а назву Саклатені— за Дзетою Візничого A. Відтоді ці імена є офіційними та включені до списку МАС.
У китайській традиційній астрономії ця зоря є частиною астеризму «Стовпи» (Zhù, 柱). До цього астеризму входять також Епсилон Візничого (ε Aur), Дзета Візничого (ζ Aur), Іпсилон Візничого (υ Aur), Ню Візничого (ν Aur), Тау Візничого (τ Aur), Хі Візничого (χ Aur) та 26 Візничого. У цій системі зорю Ета Візничого називають «Стовп три» (Zhǔ sān, 柱三), що означає «Третя зоря Стовпів».

## Властивості

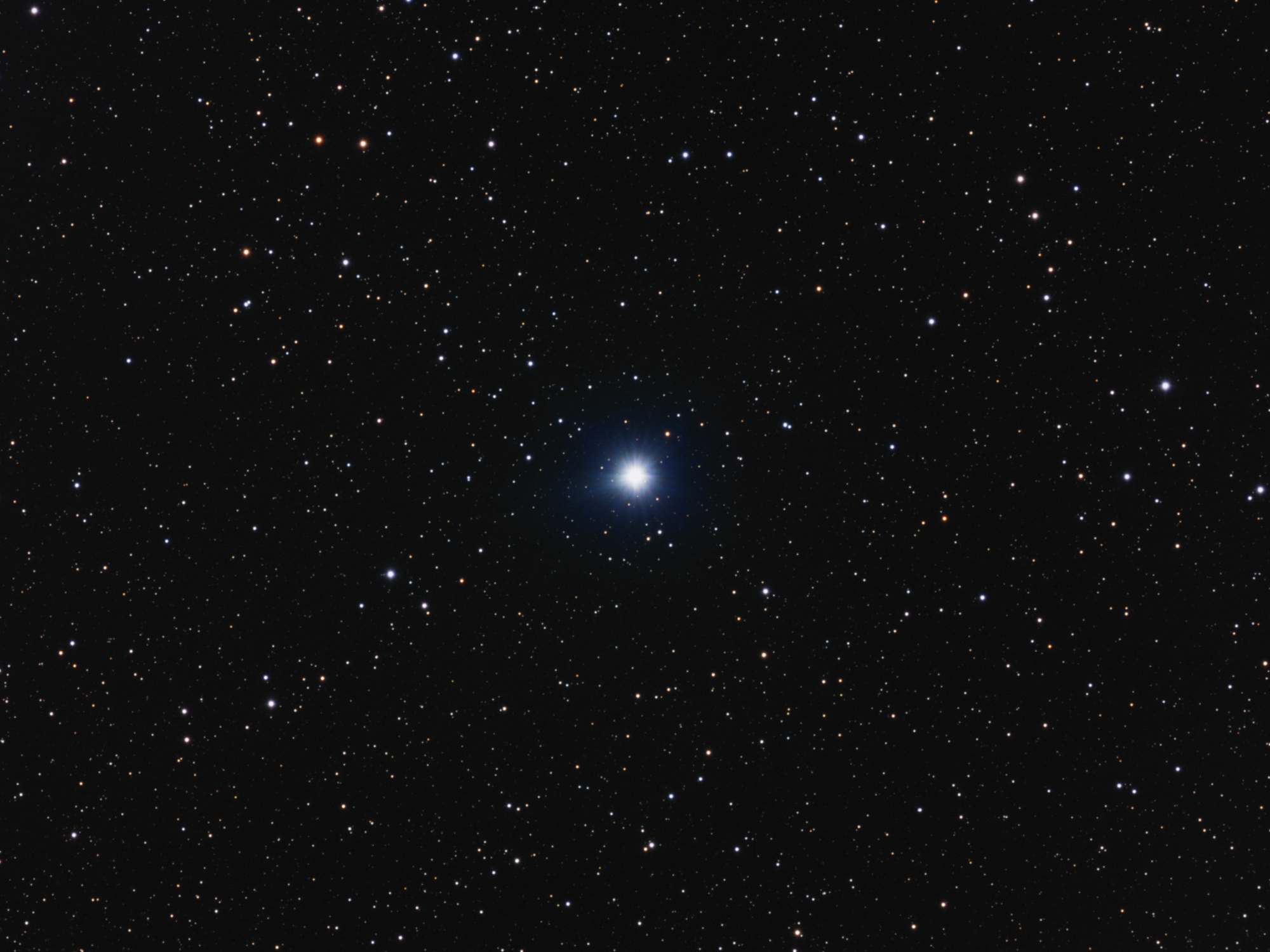
Ета Візничого в оптичному світлі

Зоря Хедус є важливою для астрономів: з 1943 року її спектр використовують як орієнтир для класифікації інших зір. Вона значно більша за Сонце: маса більш ніж у 5 разів перевищує сонячну. Розмір теж значно більший — її радіус у 3 рази більший за радіус Сонця. Ця зоря належить до спектрального класу B3 V, що означає, що вона є гарячою блакитною зорею головної послідовності. Вона перебуває на основному етапі свого життя, отримуючи енергію завдяки ядерному синтезу водню в ядрі (подібно до Сонця, але з набагато більшою інтенсивністю).
Хедус дуже яскрава зоря — вона випромінює у 1 450 разів більше світла, ніж Сонце. Це зумовлено її високою температурою — 18 660 К, що майже втричі гарячіше за Сонце (для порівняння, температура поверхні Сонця — близько 5 778 К). Окрім того, ця зоря обертається дуже швидко: швидкість обертання на екваторі сягає 95 км/с. Вона робить повний оберт навколо своєї осі всього за 1,8 дня (для порівняння, Сонце обертається приблизно за 25 днів). Ета Візничого — молода зоря за астрономічними мірками. Її вік оцінюється приблизно в 39 мільйонів років, що набагато менше, ніж у Сонця, якому вже 4,6 мільярда років. Це означає, що зоря ще довго світитиме, але в майбутньому, ймовірно, стане червоним гігантом і може завершити своє існування як білий карлик або навіть вибухнути як наднова.